# 대한민국 제9대 국회
제9대 대한민국 국회는 1973년 3월 12일에 개원하였다.

## 원구성

### 의장·부의장
|            | 1973년 3월 12일 ~ 1976년 3월 11일 | 1973년 3월 12일 ~ 1976년 3월 11일 | 1976년 3월 12일 ~ 1979년 3월 11일 | 1976년 3월 12일 ~ 1979년 3월 11일 |
| 국회의장   | 정일권                            | 정일권                            | 정일권                            | 정일권                            |
| 국회부의장 | 김진만                            | 이철승                            | 구태회                            | 이민우                            |

### 정당별 구성
| 교섭단체명 | 정당명     | 1973년 총선 당시 | 1978년 총선 당시 |
| ---------- | ---------- | ---------------- | ---------------- |
| 유신정우회 | 유신정우회 | 73석             | 73석             |
| 민주공화당 | 민주공화당 | 73석             | 67석             |
| 신민당     | 신민당     | 52석             | 53석             |
| 비교섭단체 |            |                  |                  |
| 민주통일당 | 2석        | 3석              |                  |
| 무소속     | 19석       | 14석             |                  |
| 계         | 계         | 219석            | 210석            |

### 상임위원회
| 위원회         | 이름          | 소속정당   |
| -------------- | ------------- | ---------- |
| 국회운영위원회 | 김용태        | 민주공화당 |
| 법제사법위원회 | 장영순        | 민주공화당 |
| 외무위원회     | 김세련        | 유신정우회 |
| 내무위원회     | 차지철 (보선) | 민주공화당 |
| 내무위원회     | 윤인식        | 민주공화당 |
| 재무위원회     | 신형식        | 민주공화당 |
| 경제과학위원회 | 김종철        | 민주공화당 |
| 국방위원회     | 최영희        | 유신정우회 |
| 문교공보위원회 | 육인수        | 민주공화당 |
| 농수산위원회   | 이병옥        | 민주공화당 |
| 상공위원회     | 오학진        | 민주공화당 |
| 보건사회위원회 | 고재필 (보선) | 유신정우회 |
| 보건사회위원회 | 김봉환        | 유신정우회 |
| 교통체신위원회 | 서상린        | 민주공화당 |
| 건설위원회     | 현오봉        | 유신정우회 |

| 위원회         | 이름          | 소속정당   |
| -------------- | ------------- | ---------- |
| 국회운영위원회 | 김용태        | 민주공화당 |
| 법제사법위원회 | 장영순        | 민주공화당 |
| 외무위원회     | 최영희        | 유신정우회 |
| 내무위원회     | 김용호        | 민주공화당 |
| 재무위원회     | 김임식        | 민주공화당 |
| 경제과학위원회 | 김유탁        | 민주공화당 |
| 국방위원회     | 정래혁        | 민주공화당 |
| 문교공보위원회 | 윤인식        | 유신정우회 |
| 농수산위원회   | 지종걸 (보선) | 유신정우회 |
| 농수산위원회   | 김신          | 유신정우회 |
| 상공위원회     | 문태준        | 민주공화당 |
| 보건사회위원회 | 김용성        | 유신정우회 |
| 교통체신위원회 | 류승원        | 민주공화당 |
| 건설위원회     | 고재필 (보선) | 유신정우회 |
| 건설위원회     | 윤태일        | 유신정우회 |

## 의석 변동
| 날짜             | 이름                            | 소속정당                        | 선거구                             | 사유                                        | 정당별 증감 | 의석 수                                                                |
| ---------------- | ------------------------------- | ------------------------------- | ---------------------------------- | ------------------------------------------- | ----------- | ---------------------------------------------------------------------- |
| 1973년 3월 8일   | 강상욱                          | 민주공화당 → 무소속             | 서울 동대문구                      | 제명                                        | ±2          | 민주공화당 71석 신민당 52석 민주통일당 2석 무소속 21석 유신정우회 73석 |
| 1973년 3월 8일   | 강기천                          | 민주공화당 → 무소속             | 전남 목포시·무안군·신안군          | 제명                                        | ±2          | 민주공화당 71석 신민당 52석 민주통일당 2석 무소속 21석 유신정우회 73석 |
| 1973년 6월 18일  | 이상철                          | 민주공화당                      | 경남 의령군·함안군·합천군          | 사망                                        | -1          | 민주공화당 70석 신민당 52석 민주통일당 2석 무소속 21석 유신정우회 73석 |
| 1973년 12월 19일 | 김재규 → 송효순                 | 유신정우회                      | 유신정우회                         | 김재규 건설부장관 임명으로 사퇴 송효순 승계 |             | 민주공화당 70석 신민당 52석 민주통일당 2석 무소속 21석 유신정우회 73석 |
| 1973년 12월 31일 | 임호 → 박병배                   | 무소속 → 민주통일당             | 충남 대전시                        | 당선자 재결정                               | ±1          | 민주공화당 70석 신민당 52석 민주통일당 3석 무소속 20석 유신정우회 73석 |
| 1974년 1월 29일  | 임충식                          | 민주공화당                      | 전남 해남군·진도군                 | 사망                                        | -1          | 민주공화당 69석 신민당 52석 민주통일당 3석 무소속 20석 유신정우회 73석 |
| 1974년 4월 28일  | 유진산                          | 신민당                          | 충남 금산군·대덕군·연기군          | 사망                                        | -1          | 민주공화당 69석 신민당 51석 민주통일당 3석 무소속 20석 유신정우회 73석 |
| 1974년 8월 20일  | 차지철                          | 민주공화당                      | 경기 여주군·광주군·이천군          | 대통령 경호실장 임명으로 사퇴               | -1          | 민주공화당 68석 신민당 51석 민주통일당 3석 무소속 20석 유신정우회 73석 |
| 1974년 8월 29일  | 김재광                          | 무소속 → 신민당                 | 서울 서대문구                      | 입당                                        | ±6          | 민주공화당 68석 신민당 57석 민주통일당 3석 무소속 14석 유신정우회 73석 |
| 1974년 8월 29일  | 김인기                          | 무소속 → 신민당                 | 강원 속초시·양양군·인제군·고성군   | 입당                                        | ±6          | 민주공화당 68석 신민당 57석 민주통일당 3석 무소속 14석 유신정우회 73석 |
| 1974년 8월 29일  | 이용희                          | 무소속 → 신민당                 | 충북 보은군·옥천군·영동군          | 입당                                        | ±6          | 민주공화당 68석 신민당 57석 민주통일당 3석 무소속 14석 유신정우회 73석 |
| 1974년 8월 29일  | 한영수                          | 무소속 → 신민당                 | 충남 서산군·당진군                 | 입당                                        | ±6          | 민주공화당 68석 신민당 57석 민주통일당 3석 무소속 14석 유신정우회 73석 |
| 1974년 8월 29일  | 진의종                          | 무소속 → 신민당                 | 전북 고창군·부안군                 | 입당                                        | ±6          | 민주공화당 68석 신민당 57석 민주통일당 3석 무소속 14석 유신정우회 73석 |
| 1974년 8월 29일  | 한병채                          | 무소속 → 신민당                 | 경북 대구시 중구·서구·북구         | 입당                                        | ±6          | 민주공화당 68석 신민당 57석 민주통일당 3석 무소속 14석 유신정우회 73석 |
| 1974년 12월 4일  | 허무인 → 김충수                 | 유신정우회                      | 유신정우회                         | 허무인 사망 김충수 승계                     |             | 민주공화당 68석 신민당 57석 민주통일당 3석 무소속 14석 유신정우회 73석 |
| 1975년 10월 13일 | 김옥선                          | 신민당                          | 충남 부여군·서천군·보령군          | 사퇴                                        | -1          | 민주공화당 68석 신민당 56석 민주통일당 3석 무소속 14석 유신정우회 73석 |
| 1975년 12월 1일  | 이성가 → 이승복                 | 유신정우회                      | 유신정우회                         | 이성가 사망 이승복 승계                     |             | 민주공화당 68석 신민당 56석 민주통일당 3석 무소속 14석 유신정우회 73석 |
| 1976년 1월 12일  | 김성주 → 남상돈                 | 유신정우회                      | 유신정우회                         | 김성주 치안본부장 임명으로 사퇴 남상돈 승계 |             | 민주공화당 68석 신민당 56석 민주통일당 3석 무소속 14석 유신정우회 73석 |
| 1976년 3월 12일  | 유신정우회 1기 → 유신정우회 2기 | 유신정우회 1기 → 유신정우회 2기 | 유신정우회 1기 → 유신정우회 2기    | 유신정우회 의석 개선                        |             | 민주공화당 68석 신민당 56석 민주통일당 3석 무소속 14석 유신정우회 73석 |
| 1976년 4월 23일  | 강상욱                          | 무소속 → 민주공화당             | 서울 동대문구                      | 복당                                        | ±2          | 민주공화당 70석 신민당 56석 민주통일당 3석 무소속 12석 유신정우회 73석 |
| 1976년 4월 23일  | 강기천                          | 무소속 → 민주공화당             | 전남 목포시·무안군·신안군          | 복당                                        | ±2          | 민주공화당 70석 신민당 56석 민주통일당 3석 무소속 12석 유신정우회 73석 |
| 1976년 8월 25일  | 강문봉 → 변우량                 | 유신정우회                      | 유신정우회                         | 강문봉 사퇴 변우량 승계                     |             | 민주공화당 70석 신민당 56석 민주통일당 3석 무소속 12석 유신정우회 73석 |
| 1977년 2월 24일  | 홍병철                          | 민주공화당 → 무소속             | 제주 제주시·북제주군·남제주군      | 탈당                                        | ±1          | 민주공화당 69석 신민당 56석 민주통일당 3석 무소속 13석 유신정우회 73석 |
| 1977년 3월 22일  | 정일형                          | 신민당                          | 서울 종로구·중구                   | 사퇴                                        | -1          | 민주공화당 69석 신민당 55석 민주통일당 3석 무소속 13석 유신정우회 73석 |
| 1977년 4월 11일  | 장기영                          | 민주공화당                      | 서울 종로구·중구                   | 사망                                        | -1          | 민주공화당 68석 신민당 55석 민주통일당 3석 무소속 13석 유신정우회 73석 |
| 1977년 6월 10일  | 오제도                          | 무소속                          | 서울 종로구·중구                   | 보궐선거 당선                               | +2          | 민주공화당 68석 신민당 55석 민주통일당 3석 무소속 15석 유신정우회 73석 |
| 1977년 6월 10일  | 정대철                          | 무소속                          | 서울 종로구·중구                   | 보궐선거 당선                               |             | 민주공화당 68석 신민당 55석 민주통일당 3석 무소속 15석 유신정우회 73석 |
| 1977년 12월 27일 | 지종걸 → 마달천                 | 유신정우회                      | 유신정우회                         | 지종걸 사퇴 마달천 승계                     |             | 민주공화당 68석 신민당 55석 민주통일당 3석 무소속 15석 유신정우회 73석 |
| 1978년 6월 3일   | 김형일                          | 신민당                          | 경기 수원시·화성군                 | 사망                                        | -1          | 민주공화당 68석 신민당 54석 민주통일당 3석 무소속 15석 유신정우회 73석 |
| 1978년 7월 18일  | 박삼철                          | 민주공화당 → 무소속             | 전남 순천시·구례군·승주군          | 탈당                                        | ±1          | 민주공화당 67석 신민당 54석 민주통일당 3석 무소속 16석 유신정우회 73석 |
| 1978년 7월 19일  | 김인기                          | 신민당                          | 강원 속초시·양양군·인제군·고성군   | 사퇴                                        | -1          | 민주공화당 67석 신민당 53석 민주통일당 3석 무소속 16석 유신정우회 73석 |
| 1978년 7월 28일  | 성낙현                          | 민주공화당                      | 경남 밀양군·창녕군                 | 사퇴                                        | -1          | 민주공화당 66석 신민당 53석 민주통일당 3석 무소속 16석 유신정우회 73석 |
| 1978년 8월 25일  | 정대철                          | 무소속 → 신민당                 | 서울 종로구·중구                   | 입당                                        | ±1          | 민주공화당 66석 신민당 54석 민주통일당 3석 무소속 15석 유신정우회 73석 |
| 1978년 9월 6일   | 김광수                          | 무소속 → 민주공화당             | 전북 진안군·무주군·장수군          | 입당                                        | ±1          | 민주공화당 67석 신민당 54석 민주통일당 3석 무소속 14석 유신정우회 73석 |
| 1978년 11월 1일  | 황명수                          | 신민당                          | 충남 천안시·천원군·아산군          | 사퇴                                        | -1          | 민주공화당 67석 신민당 53석 민주통일당 3석 무소속 14석 유신정우회 73석 |
| 1979년 2월 19일  | 최세경                          | 민주공화당                      | 경남 진주시·삼천포시·진양군·사천군 | 사퇴                                        | -1          | 민주공화당 66석 신민당 53석 민주통일당 3석 무소속 14석 유신정우회 73석 |

## 같이 보기
- 대한민국 제9대 총선
- 대한민국 제9대 국회의원 목록